# Castrul roman de la Olteni
Castrul roman se află în capătul nordic al satului Olteni, județul Covasna, pe o terasă situată pe malul drept al Oltului.

## Istoric
Castrul a fost distrus în mare parte la lucrările de construcții din secolele XVIII și XIX, incluzând castelul Mikó și anexele acestuia. Poarta sudică a castrului era flancată de două bastioane rectangulare.
În interiorul castrului s-au descoperit fragmente de cărămizi, inclusiv tegulae mammatae, țigle, ceramică dacică lucrată cu mână, ceramica romană de uz comun, ceramică decorată prin ștampilare și un fragment de terra sigillata. De asemenea, s-au mai descoperit două opaițe, un fragment de râșniță, cuie și piroane, inele de fier de la canaturile porții, un vârf de lance, o fibulă de bronz și un disc de bronz cu o inscripție incizată T MAXIM CANDIDVS, un tipar de opaiț, capul unei splendide statui de marmură înfățișând un berbec și capul unei statuete din andezit.
Monedele descoperite aici sunt din timpul împăraților Titus Flavius Vespasianus, Domițian, Traian, Antoninus Pius, Elagabal și Alexandru Sever.
Din epoca de după părăsirea castrului datează un mormânt de incinerație, descoperit lângă zid în interiorul castrului, datat din sec. III-IV.

## Galerie de imagini

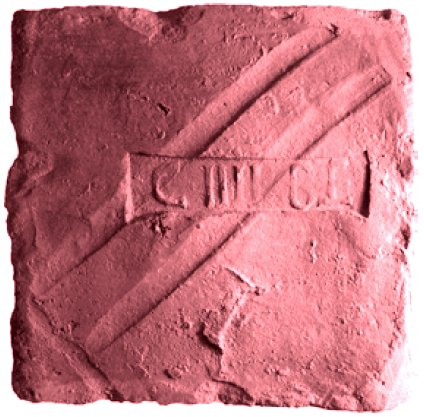
Inscripția C IIII BE pe o cărămidă ștampilată găsită la Olteni